# Мурешень
Мурешень, Мурешені (рум. Mureșeni) — село у повіті Муреш в Румунії. Адміністративно підпорядковане місту Тиргу-Муреш.
Село розташоване на відстані 262 км на північний захід від Бухареста, 3 км на південний захід від Тиргу-Муреша, 75 км на схід від Клуж-Напоки, 127 км на північний захід від Брашова.

## Населення
За даними перепису населення 2002 року у селі проживали 9402 особи.
Національний склад населення села:
| Національність | Кількість осіб | Відсоток |
| -------------- | -------------- | -------- |
| румуни         | 5108           | 54,3%    |
| угорці         | 3888           | 41,4%    |
| цигани         | 382            | 4,1%     |
| німці          | 14             | 0,1%     |

Рідною мовою назвали:
| Мова      | Кількість осіб | Відсоток |
| --------- | -------------- | -------- |
| румунська | 5143           | 54,7%    |
| угорська  | 4062           | 43,2%    |
| циганська | 185            | 2,0%     |
| німецька  | 7              | 0,1%     |